# أغاجري (ديزجرود الشرقي)
أغاجري (بالفارسية: آغاجری) هي قرية تقع في إيران في أذربيجان الشرقية. يقدر عدد سكانها بـ 407 نسمة .